# Hinderlöpning

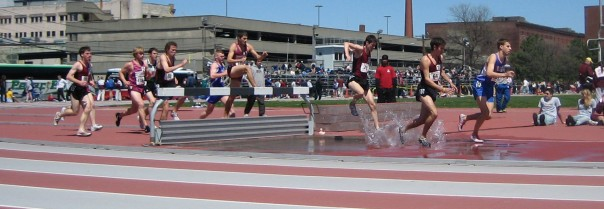
2006 NEWMAC Championship, Cambridge

Hinderlöpning är de löpgrenar inom friidrott där man springer över hinder samt en vattengrav som satts ut på banan. Oftast är loppet 3 000 meter, både för herrar och för damer. En annan form av hinderlöpning förekommer inom hästsport.

## Regler
Vanligtvis är längden på loppet 3 000 meter och varvantalet varierar beroende på var vattenhindret är placerat. Enligt IAAFs regler ska varje löpare passera totalt 35 hinder varav 7 vattengravar. Hindren är 914 mm för herrar och 762 mm för damer och till skillnad mot en häck välter inte hindret utan det går att ta stöd mot med foten för att passera det. Av de totalt 5 hindren är 4 vanliga hinder och 1 vattenhinder. Vattenhindret är placerat i den andra kurvan och är således det fjärde hindret på varvet. Det består av ett vanligt hinder följt av en 3,66 meter lång vattengrav som är 70 cm djup vid hindret och lutar uppåt för att nå markhöjd vid gravens slut.

## Historia
Hinderlöpning har sitt ursprung i 1800-talets Storbritannien då man sprang mellan städer och hade dess kyrktorn (steeple) som riktmärke. På vägen passerades oundvikligen hinder i form av åar, diken och stenmurar. Den moderna friidrottsgrenen härstammar från ett 2 mile (cirka 3 200 m) långt terränglopp med hinder vilket var en del av Oxford Universitys idrottstävling år 1860. År 1865 fick tävlingen ungefär sin nuvarande form genom att hinder placerades ut på en löparbana. Hinderlöpning infördes som OS-gren vid Paris-spelen 1900, då som både 2 500 och 4 000 m. 1904 var sträckan 2 500 m, 1908 3 200 m (2 mile), men 1912 fanns inte grenen med på OS-programmet. Sedan OS 1920 har man sprungit den nuvarande längden. Vid OS-finalen 1932 sprang man dock 3460 på grund av att funktionärerna räknade fel på antalet varv och löparna fick springa ett varv extra. Kenya har dominerat grenen sedan slutet på 1960-talet.
Först att springa under åtta minuter var Kenyanen Moses Kiptanui som den 16 augusti 1995 sprang på tiden 7.58,18 i Zürich i Schweiz. På damsidan var större tävlingar tidigare ovanliga, men sporten har i början av 2000-talet slagit igenom på allvar.

## Världsrekord
Världsrekordet för herrar på 3 000 meter hinder innehas av Lamecha Girma från Etiopien på tiden 7.52,11 och sattes den 9 juni 2023 i Paris. 
Damernas världsrekord på 3 000 meter hinder innehas sedan den 20 juli 2018 av kenyanskan Beatrice Chepkoech som sprang 8.44,32 pâ Diamond League-galan i Monaco.

## Sverige
Sverige har under 1900-talet haft framgångar på herrsidan genom hinderlöpare som Tore Sjöstrand och Anders Gärderud. Gärderud slog världsrekord vid OS-finalen 1976 med en tid på 8.08,02. Världsrekordet stod sig i två år och som svenskt rekord ända fram till 2007 då Mustafa Mohamed på 31:a årsdagen sprang på 8.05,75.